# مايك جاكوبس (لاعب كرة قاعدة)
مايك جاكوبس (بالإنجليزية: Mike Jacobs)‏ هو لاعب كرة قاعدة أمريكي، ولد في 30 أكتوبر 1980 في تشولا فيستا في الولايات المتحدة.

## وصلات خارجية
- مايك جاكوبس على موقع دوري كرة القاعدة الرئيسي (الإنجليزية)
- مايك جاكوبس على موقعبيزبول رفرنس.كوم (الدوري الرئيسي) (الإنجليزية)
- مايك جاكوبس على موقعبيزبول رفرنس.كوم (الدوري الثانوي) (الإنجليزية)
- مايك جاكوبس على موقع إي إس بي إن.كوم (أم.أل.بي) (الإنجليزية)
- مايك جاكوبس على موقع مشجعي الرسوم البيانية (الإنجليزية)